# Stéphane Hénocque
Stéphane Hénocque est un réalisateur et scénariste belge né le 16 juin 1986.

## Filmographie

### Réalisateur

#### Courts métrages
- 2016 : Petites Coupures
- 2022 : La Tache

#### Longs métrages
- 2012 : Voleur et demi
- 2015 : Nous quatre

#### Série
- 2019 : La Vague (pilote série RTBF) coréalisé avec Michiel Blanchart

### Scénariste

#### Courts métrages
- 2016 : Petites Coupures
- 2022 : La Tache - écrit avec la collaboration de Renaud Rutten et Nicolas Maricq

#### Longs métrages
- 2012 : Voleur et demi
- 2015 : Nous Quatre

#### Série
- 2019 : La Vague (pilote série RTBF) coécrit avec Nicolas Maricq, Maïa Descamps et David Bourgie

### Producteur
- 2015 : Nous Quatre

### Autres
- 2014 : Je te survivrai : making of